# Praswiet (rejon homelski)
Praswiet (biał. Прасвет; ros. Просвет, Proswiet) – osiedle na Białorusi, w obwodzie homelskim, w rejonie homelskim, w sielsowiecie Ciareniczy.